# 威他瓦·吉佩
威他瓦·吉佩（1983年7月20日—）是一名泰国举重运动员，身高1.59米，曾参加广州亚运会，在62公斤级项目中抓举三次失败，未完成比赛。